# Worried Life Blues
Singles de Big Maceo
It's All Up To You
(1941)
Worried Life Blues est un standard de blues et l'une des chansons de blues les plus enregistrées de tous les temps. Enregistrée à l'origine par Big Maceo Merriweather en 1941, Worried Life Blues est un hit des débuts du blues et la chanson la plus connue de Maceo. Une chanson antérieure, Someday Baby Blues, l'a inspirée et plusieurs artistes ont connu un succès discographique avec leurs interprétations de la chanson.
Worried Life Blues est intronisée en 1983 au Blues Hall of Fame de la Blues Foundation et reçoit un Grammy Hall of Fame Award en 2006.

## Contexte
La chanson Worried Life Blues est basée sur Someday Baby Blues enregistrée par Sleepy John Estes en 1935. La chanson d'Estes est interprétée comme un country blues vocal accompagné à la guitare, alors que celle de Maceo est un prototypique du Chicago blues. Pour illustrer les différences de paroles des originaux, les premiers couplets sont les suivants : 
Worried Life Blues, Big Maceo (1941) : 
Oh lordy lord, oh lordy lord
It hurts me so bad, for us to part
But someday baby, I ain't gonna worry my life anymore
Someday Baby Blues, Sleepy John Estes (1935) : 
I don't care how long you go, I don't care how long you stay
But that good kind treatment, bring you back home someday
Someday baby, you ain't gonna worry my mind anymore
Au fil des années, les différences se sont estompées avec les différentes reprises des chansons, qui utilisent des éléments des deux versions, souvent associées à de nouvelles paroles et à des variations de la musique. 

## Composition et enregistrement
Big Maceo enregistre Worried Life Blues le 24 juin 1941, peu de temps après son arrivée à Chicago. Lester Melrose produit la chanson qui devient le premier single de Maceo sur Bluebird Records. La chanson est un blues à huit mesures au tempo modéré, avec Maceo à la voix et au piano, accompagné de son collaborateur régulier, guitariste et confrère du label, Tampa Red, et de Ransom Knowling à la basse. L’écrivain Keith Shadwick l’identifie comme un succès majeur et l’historien du blues Jim O'Neal note qu’il « éclipse la chanson Someday Baby qui l’a inspirée »,. Plusieurs autres interprétations suivent ensuite, dont celles de Bill Gaither (1941), Sonny Boy Williams (1942) et Honeyboy Edwards (1942). En 1945, Maceo enregistre une deuxième version avec des paroles supplémentaires, également accompagnée par Tampa Red. Intitulée Things Have Changed, elle atteint le numéro 4 du palmarès Race/Rhythm & Blues Records du magazine Billboard. 

## Reconnaissance et influence
Worried Life Blues devient l'un des premiers standards du blues et est l'une des premières chansons à être intronisée au Blues Hall of Fame de la Blues Foundation en 1983 dans la catégorie « Classic of Blues Recording ». En 2006, la chanson reçoit un Grammy Hall of Fame Award. Au fil des ans, de nombreux artistes reprennent Worried Life Blues ou un mélange de Someday Baby Blues avec d'autres éléments, ce qui en fait l'une des chansons de blues les plus enregistrées de tous les temps. Quand Charles Brown la retravaille comme un numéro de blues West Coast, intitulé Trouble Blues, elle devient l'un des plus grands succès de 1949 et passe 15 semaines à la première place du palmarès Rhythm & Blues Records de Billboard. En 1955, l'enregistrement par Muddy Waters de Trouble No More dans le style Chicago blues atteint le 7e rang du classement R&B. Junior Parker enregistre la chanson en 1969 et elle se classe au numéro 34. B. B. King obtient un numéro 48 en 1970 avec Worried Life (enregistré à l'origine sous le nom Someday Baby en 1960),. En 2007, le groupe Clutch reprend des parties de la chanson dans sa propre composition originale, Electric Worry, qui est publiée sur son album From Beale Street to Oblivion.

## Autres reprises
Parmi les nombreux artistes ayant interprété cette chanson, on compte notamment :
- 1942 : Big Joe Williams (Someday Baby Blues), en face B du single Highway 49
- 1946 : Brownie McGhee, en single
- 1954 : Roy Brown and His Mighty-Mighty Men, en face B de Black Diamond
- 1957 : Big Bill Broonzy(Poor Bill Blues), sur l'album Sings Country Blues
- 1959 : Clifton Chenier, face B de Hey Ma Ma
- 1960 : Chuck Berry[16], en face B de Bye Bye Johnny et sur l'album Rockin' at the Hops
- 1960 : Ray Charles[17], face B de Sticks and Stones et sur l'album The Genius Sings the Blues
- 1960 : Otis Spann, sur l'album Otis Spann Is the Blues
- 1961 : John Lee Hooker, sur Plays & Sings the Blues
- 1963 : Jimmy Reed, sur Sings the Best of the Blues
- 1965 : The Animals, sur The Animals on Tour
- 1968 : Junior Wells avec Buddy Guy, sur Coming at You
- 1969 : Junior Parker, sur Blues Man
- 1969 : Johnny Shines avec Big Walter Horton, sur Electrifying Performances by Two Masters of Modern Chicago Blues
- 1969 : The Allman Brothers Band (Trouble No More)[18], sur leur premier album
- 1971 : Freddie King, sur Getting Ready...
- 1972 : Lowell Fulson (Worried Life), single
- 1973 : Canned Heat, en concert au Montreux Jazz Festival, paru en 2011
- 1980 : Eric Clapton, sur l'album live Just One Night
- 2004 : RL Burnside (Someday Baby), sur A Bothered Mind
- 2006 : Bob Dylan (Someday Baby), sur Modern Times
- 2008 : Gary Moore (Someday Baby), sur Bad for You Baby
- 2011 : Keith Richards, Charlie Watts, Ron Wood, Jools Holland, Dave Green et Ben Waters, sur Boogie 4 Stu - A Tribute to Ian Stewart